# (467156) 2016 EV88
(467156) 2016 EV88 es un asteroide perteneciente al cinturón de asteroides, descubierto el 5 de diciembre de 2007 por el equipo Spacewatch desde el Observatorio Nacional de Kitt Peak (Arizona, Estados Unidos).